# 南太平洋の楽園 Fishing Traveler
南太平洋の楽園 Fishing Traveler（みなみたいへいようのらくえん）は、BS-TBSで、毎週月曜日の23時～23時30分に放送されていた釣りを中心とした紀行番組である。世界!秘境釣行の後継番組として、2007年10月8日に放送開始し、2007年12月24日に番組が終了した。番組終了後は、同じスタッフによる「地球!夢の楽園紀行〜fishing traveler〜」という後継番組を放送していた。

## 概要
世界!秘境釣行から引き続き、秘境の釣りをテーマにしているが、今回は、オーストラリアやニュージーランドなどの南太平洋地域のみを舞台としている。
シマノがスポンサーを行っており、出演者もシマノのインストラクターの田辺哲男や江頭弘則、里見栄正、村田基が出演している。
放送は毎週放送であったが、月の前半に1回目の放送、月の後半に再放送を行っていた。
放送終了後は、同じスタッフ、シマノ一社提供で「地球!夢の楽園紀行〜fishing traveler〜」という後継番組を放送している。
なお、5回目の放送分を除きシマノTVで配信されている。

## 放送リスト
|   |      | 放送日                            | タイトル                                               | 対象魚                     | 場所             | 出演者   | 備考             |
| - | ---- | --------------------------------- | ------------------------------------------------------ | -------------------------- | ---------------- | -------- | ---------------- |
| 1 | 前編 | 2007年10月8日 2007年10月22日(再)  | 常夏のフィジー・田辺哲男が巨大ＧＴに挑む！             | ロウニンアジ               | フィジー         | 田辺哲男 |                  |
| 1 | 後編 | 2007年10月15日 2007年10月29日(再) | 常夏のフィジー・田辺哲男が巨大ＧＴに挑む！             | ロウニンアジ               | フィジー         | 田辺哲男 |                  |
| 2 | 前編 | 2007年11月5日 2007年11月19日(再)  | 釣り天国ニュージーランドロックフィッシングに夢を追う！ | ヒラマサ                   | ニュージーランド | 江頭弘則 |                  |
| 2 | 後編 | 2007年11月12日 2007年11月26日(再) | 釣り天国ニュージーランドロックフィッシングに夢を追う！ | ヒラマサ                   | ニュージーランド | 江頭弘則 |                  |
| 3 | 前編 | 2007年12月3日 2007年12月17日(再)  | ニュージーランドの清流に住むワイルドトラウトに出逢う   | ニジマス・ブラウントラウト | ニュージーランド | 村田基   | SHIMANO TV未配信 |
| 3 | 後編 | 2007年12月10日 2007年12月24日(再) | ニュージーランドの清流に住むワイルドトラウトに出逢う   | ニジマス・ブラウントラウト | ニュージーランド | 里見栄正 |                  |